# NGC 5264
NGC 5264 est une galaxie irrégulière barrée de type magellanique située dans la constellation de l'Hydre. Sa vitesse par rapport au fond diffus cosmologique est de 754 ± 20 km/s, ce qui correspond à une distance de Hubble de 11,12 ± 0,83 Mpc (∼36,3 millions d'al). NGC 5264 a été découverte par l'astronome britannique John Herschel en 1835.

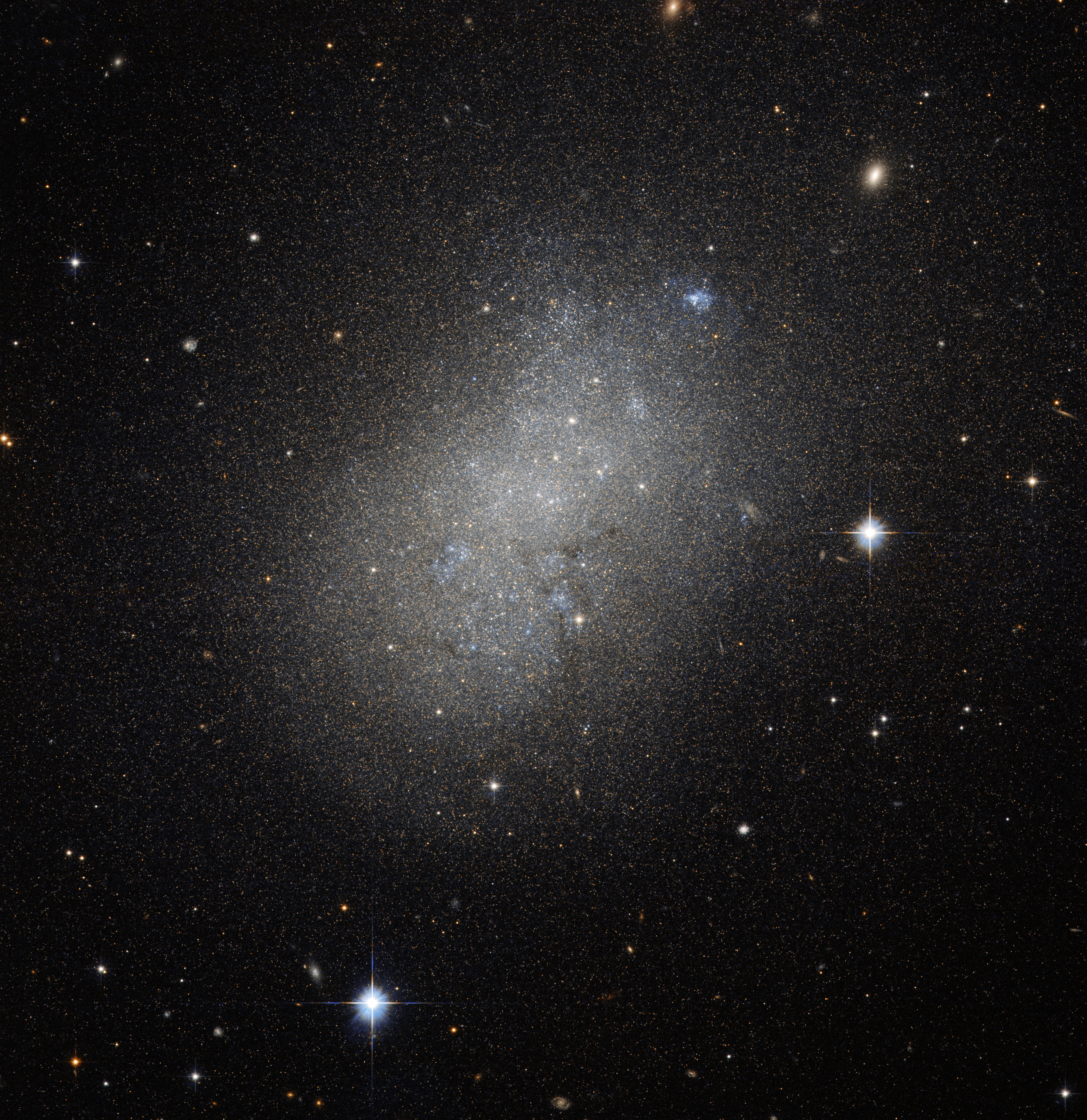
La galaxie irrégulière NGC 5264 par le télescope spatial Hubble.

La classe de luminosité de NGC 5264 est V-VI et elle présente une large raie HI.

## Distance de NGC 5264
NGC 5264 est une galaxie rapprochée du Groupe local. Souvent pour ce genre de galaxie, leur vitesse propre est importante par rapport à la vitesse de récession produite par l'expansion de l'Univers et ne peut utiliser la loi de Hubble-Lemaître pour déterminer leur distance.
À ce jour, pour NGC 5264, cinq mesures non basées sur le décalage vers le rouge (redshift) donnent une distance de 4,982 ± 1,002 Mpc (∼16,2 millions d'al). Cependant dans l'échantillon présenté sur la base de données NASA/IPAC, trois sont basées sur la méthode TRGB (Tip of the Red Giant Branch). Cette méthode donnent des résultats plus précis que les autres. Ces trois mesures donne une valeur de 4,66 ± 0,14 Mpc (∼15,2 millions d'al). 

## Groupe de M83
NGC 5264 fait partie d'un petit groupe de galaxies, le groupe de M83. Selon A. M. Garcia, le groupe de M83 compte au moins quatre membres. Les autres galaxies du groupe sont NGC 5236 (M83), IC 4316 et ESO 444-78.